# Збройні сили України (монета)
«Збро́йні Си́ли Украї́ни» — ювілейна монета номіналом 10 гривень, випущена Національним банком України, присвячена українським військам. Монета спеціального випуску належить до серії Збройні Сили України.

## Опис та характеристики монети
| Номінал грн | Метал                                    | Маса, грам | Діаметр, мм. | Якість виготовлення | Гурт     | Тираж, штук |
| ----------- | ---------------------------------------- | ---------- | ------------ | ------------------- | -------- | ----------- |
| 10          | сплав на основі цинку з покривом нікелем | 12,4       | 30,0         | анциркулейтед       | рифлений | 1 000 000   |

### Аверс
На аверсі монети розміщено напис — УКРАЇНА (угорі півколом), на дзеркальному тлі зображено емблему Збройних Сил України (у центрі), ліворуч від якої — малий Державний Герб України, праворуч — логотип Банкнотно-монетного двору Національного банку України; під емблемою: рік карбування монети — 2021 та номінал — ДЕСЯТЬ ГРИВЕНЬ (півколом).

### Реверс

Емблема Збройних сил України

На реверсі розміщено — загальновійськовий беретний знак (угорі), на дзеркальному тлі зображено напис: ЗБРОЙНІ СИЛИ УКРАЇНИ (у центрі), ліворуч від якого — беретний знак Повітряних сил ЗСУ, праворуч — беретний знак Десантно-штурмових військ ЗСУ, беретний знак Військово-морських сил ЗСУ (унизу праворуч), беретний знак Сил спеціальних операцій ЗСУ (унизу ліворуч).

## Автори
- Художник: Святослав Іваненко.
- Скульптори: Святослав Іваненко (аверс), Юрій Лук'янов (реверс; програмне моделювання).[4]

## Вартість монети
До введення монети в обіг 1 грудня 2021 року, Національний банк України розповсюджував монету через властну систему замовлень за номінальною вартістю — 10 гривень.
Приблизна вартість монети з роками змінювалася так:
| Рік       | 2021 | 2022 | 2023 | 2024 | 2025 |
| --------- | ---- | ---- | ---- | ---- | ---- |
| Ціна, грн | 16   | 15   | 25   | 25   | 50   |

Фактична вартість монети, як і її роздрібна ціна в банках-дистриб'юторах, становить 10 гривень.